# 竹富町立船浦中学校
竹富町立船浦中学校（たけとみちょうりつ ふなうらちゅうがっこう）は、沖縄県竹富町(西表島)にある町立中学校。

## 通学区域
上原小学校区域（大字上原全域）